# Jurij Jankelevič
Jurij Isaevič Jankelevič (in russo Юрий Исаевич Янкелелевич?, nella traslitterazione anglosassone Yuri Yankelevich; Basilea, 7 marzo 1909 – Mosca, 22 settembre 1973) è stato un violinista e docente sovietico.

## Biografia
Jurij Jankelevič nacque a Basilea. Suo padre, Isaj Leont'evič Jankelevič, fu un importante avvocato e uno dei fondatori della Società filarmonica di Omsk. A Omsk Jurij iniziò a studiare il violino con Anisim A. Berlin. Nel 1924 la famiglia si trasferì a Leningrado e nello stesso anno Jankelevič entrò al Conservatorio nella classe di Ionannes Nalbandyan. Proseguì gli studi sotto la guida di Abram Il'ič Jampol'skij al Conservatorio di Mosca, completando gli studi nel 1932.
Nel 1937 conseguì il dottorato di ricerca. Tra il 1930 e il 1937 fu la ‘spalla’ dell’Orchestra Filarmonica di Mosca, per poi dedicarsi nei successivi 35 anni principalmente alle attività pedagogiche. Dal 1934 insegnò alla Scuola del Conservatorio di Mosca, al Conservatorio di Mosca e alla divisione superiore del Conservatorio di Mosca, prima come assistente di Jampol'skij e poi a capo del proprio studio, fino a diventare, nel 1969, capo del dipartimento di violino. Si dedicò anche alla teoria del suono del violino, curando una serie di pubblicazioni metodologiche. Jankelevič mancò a Mosca nel 1973.

## Omaggi
- Nel 1983, a dieci anni dalla sua scomparsa, Elena Jankelevič pubblicò a Mosca una serie di scritti del fratello Jurij.[4]
- Dal 2009 si tiene a Omsk il Yankelevich International Violin Competition.
- Nel 2016 Masha Lankovsky[N 1] ha curato l’edizione di The Russian Violin School: The Legacy of Yuri Yankelevich, rendendo disponibili saggi di Jankelevič, della sua assistente Maja Glezarova e di Vladimir Grigor'ev.[1]